# Willow Creek (Alaska)
Willow Creek is een plaats (census-designated place) in de Amerikaanse staat Alaska, en valt bestuurlijk gezien onder Valdez-Cordova Census Area.

## Demografie
Bij de volkstelling in 2000 werd het aantal inwoners vastgesteld op 201.

## Geografie
Volgens het United States Census Bureau beslaat de plaats een oppervlakte van
105,0 km², waarvan 103,0 km² land en 2,0 km² water.

## Plaatsen in de nabije omgeving
De onderstaande figuur toont nabijgelegen plaatsen in een straal van 40 km rond Willow Creek.